# ゼンヴォ・TS1 GT
ゼンヴォ・TS1 GTは、デンマークの自動車メーカーゼンヴォ・オートモーティブによって製造された限定生産のスーパーカー。
2016年のジュネーブモーターショーで発表され、先代モデルのST1とシャーシ・ボディを共有しているが、パワートレイン・インテリアは一新され、「グランドツアラー」の資格とともに新しいモデルの認定を受けている。生産台数は、年間5台を予定している。

## 仕様

### エンジン
TS1 GTは社内で開発された5.8L ツインスーパーチャージャーV型8気筒エンジンをボディ後部中央に搭載しており、最高出力は1,119PS（823Kw;1,104hp）/7,100rpm、最大トルクは1,139Nm（840lb・ft）/5,500rpm。

### トランスミッション・サスペンション
TS1 GTはヘリカルカットギアを備えた7速DCTを搭載し、トランスミッションはトルセンLSDとのペアで、クラッチは240mm（9.4インチ）ディスク2枚で構成されている。
フロントアクスルとリアアクスルに調整可能な複合アンチロールバーと一体型のダブルウィッシュボーンサスペンションを搭載している。油圧式サスペンションを搭載し、フロントを約50mm上げることができる。

### ホイール
TS1 GTはフロント483mm（19インチ）、リア508mm（20インチ）の鍛造アルミホイールを装備している。タイヤはミシュランパイロットスポーツ4S
またはパイロットスポーツカップ2タイヤを装着しており、コードはフロント265/35 ZR 19、リア345/30 ZR 20。ブレーキはベンチレーテッドカーボンセラミックブレーキディスクで、フロントが直径395mm（15.6インチ）、リアが380mm（15インチ）で、それぞれ6ポッドのアルミニウムキャリパーが装着されている。

### インテリア
インテリアはカーボンファイバーとアルカンターラで仕上げられており、インフォテインメントシステムには、ダッシュボードディスプレイ、中央ディスプレイ、Bluetooth接続が可能なアルパインオーディオシステムを搭載している。

## パフォーマンス
公式発表されている最高速度は375km/h（233mph）、0-100km/hのタイムは3.0秒である。この数値は、先代モデルのST1と近い数値になっている。

## バリエーション

### ゼンヴォ・TSR

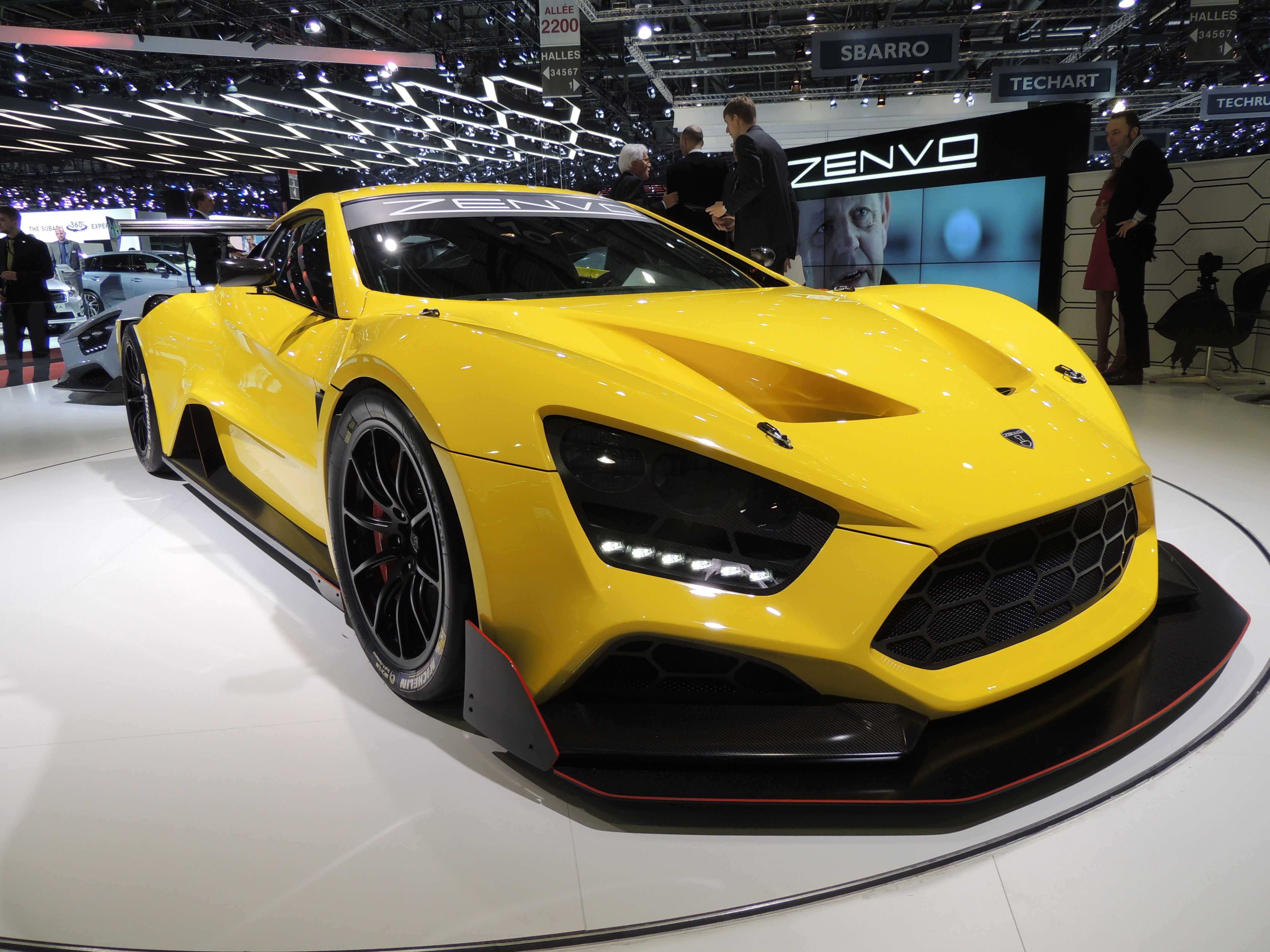
TSR

TSRはTS1 GTのトラック専用モデルである。2016年のジュネーブモーターショーでTS1 GTと同時に発表・発売され、TS1 GTとほとんどの機械部品を共有している。
TSRでは250kg（551lb）の軽量化が行われ、車両重量は1,330kg（2,932lb）となっている。パワートレインの変更点としては、トラック用のギアリング、出力に変更されている。エクステリアでの変更点は、固定式のカーボンファイバー製のリアウィング、フロントスプリッター、リアディフューザーが装着されており、また、フルロールケージと6ポイントハーネスも追加されている。軽量化のため、TS1 GTに搭載されていたインフォテインメントシステムは搭載されていない。最高速度は325km/H（202mph）。

### ゼンヴォ・TSR-S

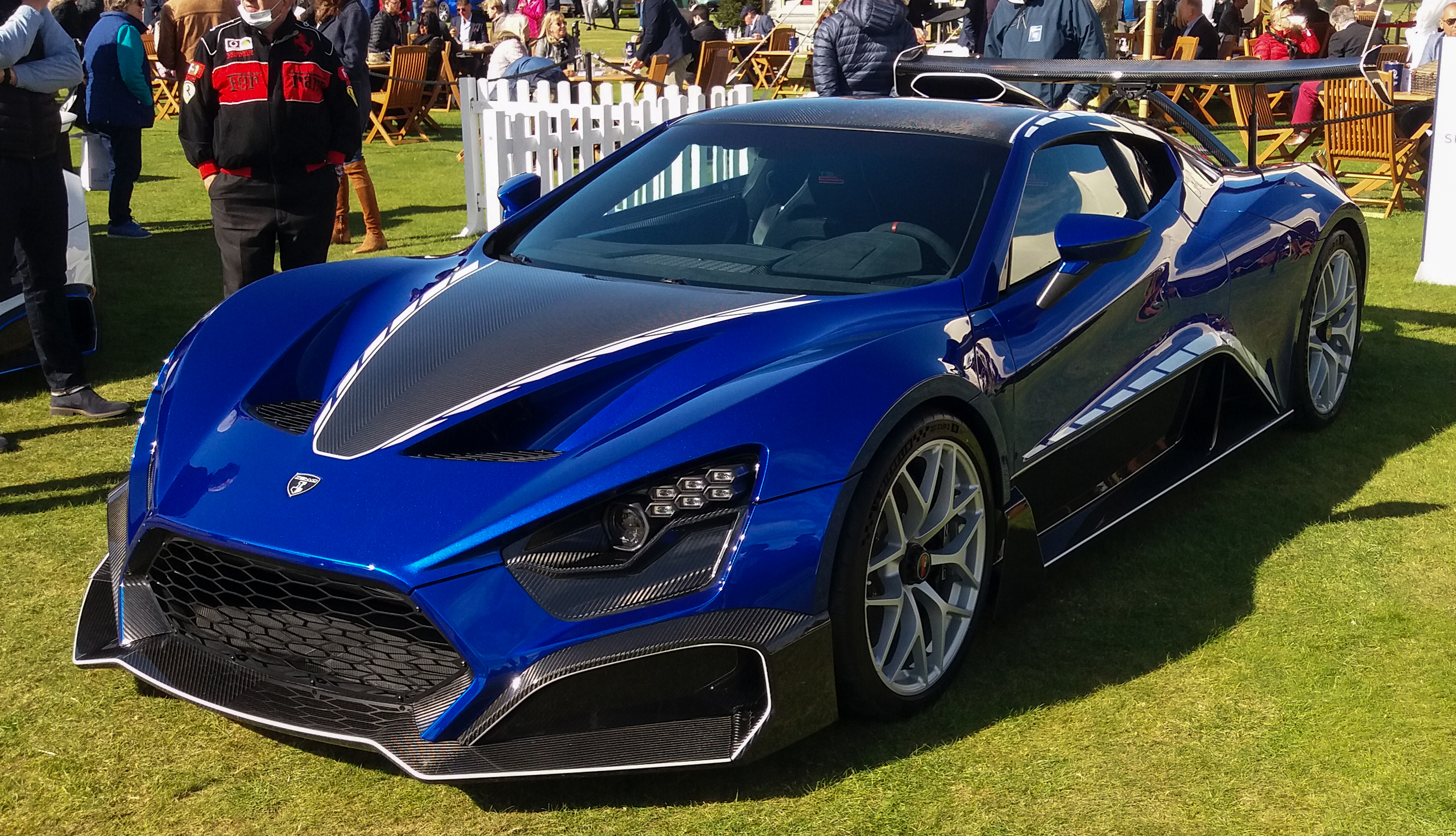
TSR-S

TSR-Sはトラック専用モデルのTSRを公道走行可能にしたアップグレードモデル。
エクステリアはフロントグリルと一体型となったスプリッター、ディフューザーが再設計されている。また、高速走行時にステアリングと連動してリアウィングが左右に傾く独自の機構を搭載しており、コーナリング性能を高めている。インテリアはTSRと大半を共有しているが、TS1 GTに搭載されていたインフォテインメントシステムをはじめとする多くの機能は、オプションで取り付けることができる。TSR-SはTS1 GTより85kg（187lb）の軽量化が施され、車両重量は1,495kg（3,296lb）。
TSR-Sのパワートレインも変更され、最高出力が1,194PS（878kW;1,177hp）/8,500rpmに向上した。
ゼンヴォ・オートモーティブは、TSR-Sは0-100km/hのタイムが2.8秒、0-200km/hが6.8秒、最高速度はTSRと同じく325km/hと発表している。